# جينيفر نيس
جينيفر نيس (بالإنجليزية: Jennifer Ness)‏ هي ممثلة بريطانية، ولدت في 1972.

## وصلات خارجية
- جينيفر نيس على موقع IMDb (الإنجليزية)
- جينيفر نيس على موقع قاعدة بيانات الفيلم (الإنجليزية)